# Mitsubishi Carisma
Mitsubishi Carisma este o mașină de familie medie produsă pe piața din Europa de Mitsubishi din 1995 până în 2004.
Numele modelului a fost derivat dintr-o combinație dintre car în engleză și kharisma în greacă, însemnând „dar divin”. A fost dezvoltat împreună cu Volvo, împărțind șasiul său cu prima generație a Volvo S40, și construit la fabrica NedCar din Born, Țările de Jos, pe care cele două companii o dețineau la acea vreme. Peste 350 000 au fost construiți pe parcursul derulării sale de producție.
Mașina a fost considerată un vehicul fiabil și economic, dar nu avea un apel vizual și a concurat prin preț și dimensiune pe două piețe foarte competitive, fără un punct de vânzare puternic.

## Producție
| Anul | Producția | Vânzări |
| ---- | --------- | ------- |
| 1995 | 19.100    | ?       |
| 1996 | 44.401    | ?       |
| 1997 | 82.255    | ?       |
| 1998 | 78.239    | ?       |
| 1999 | 54.460    | ?       |
| 2000 | 29,800    | 38.548  |
| 2001 | 22,203    | 28.647  |
| 2002 | 28,776    | 30.429  |
| 2003 | 26,074    | 28.123  |
| 2004 | –         | 9.875   |

(Surse: Fact & Figures 2000, Fact & Figures 2005, Mitsubishi Motors website)

## Galerie

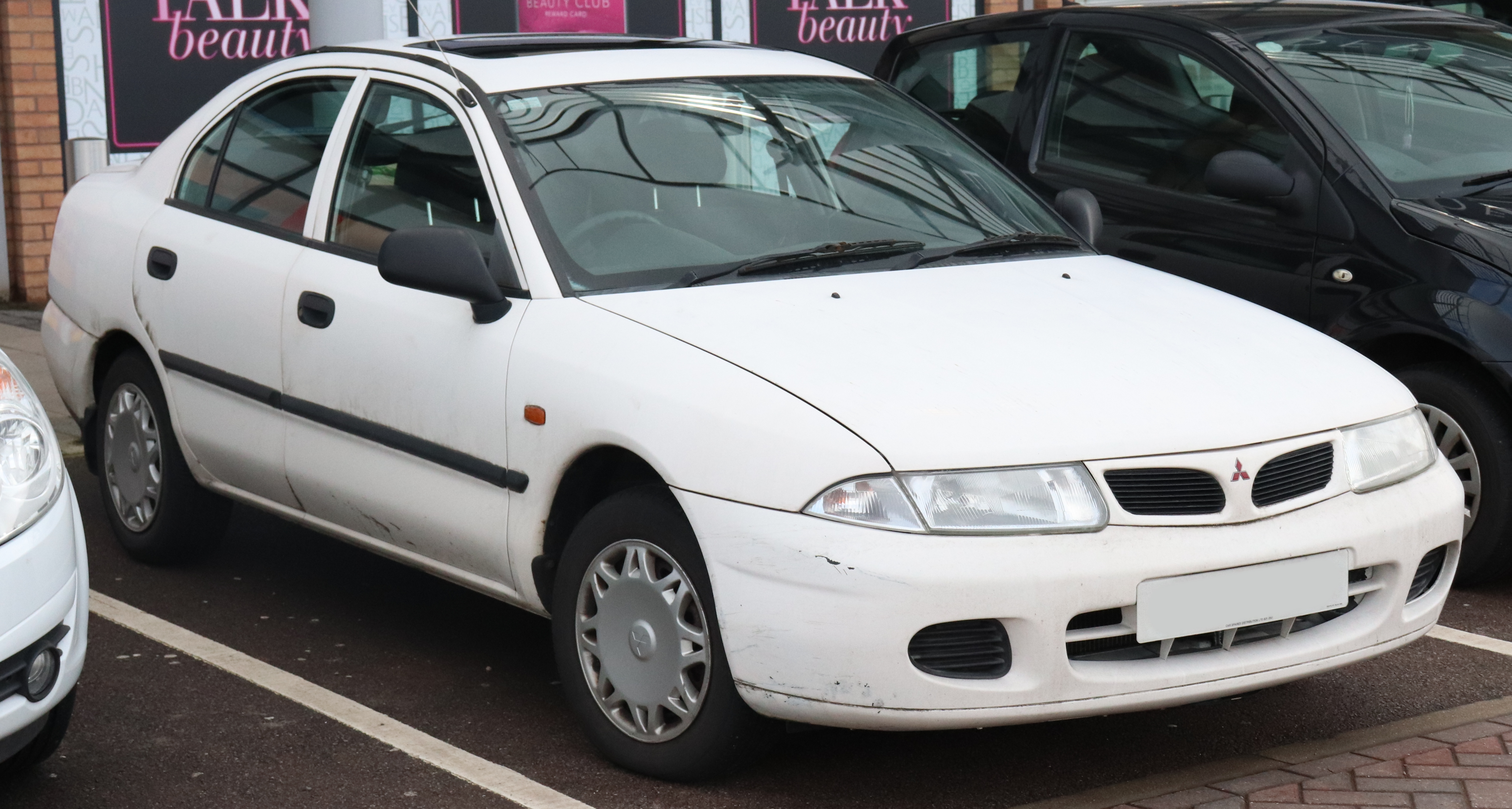
Carisma (1995–1999)
Carisma (1995–1999)
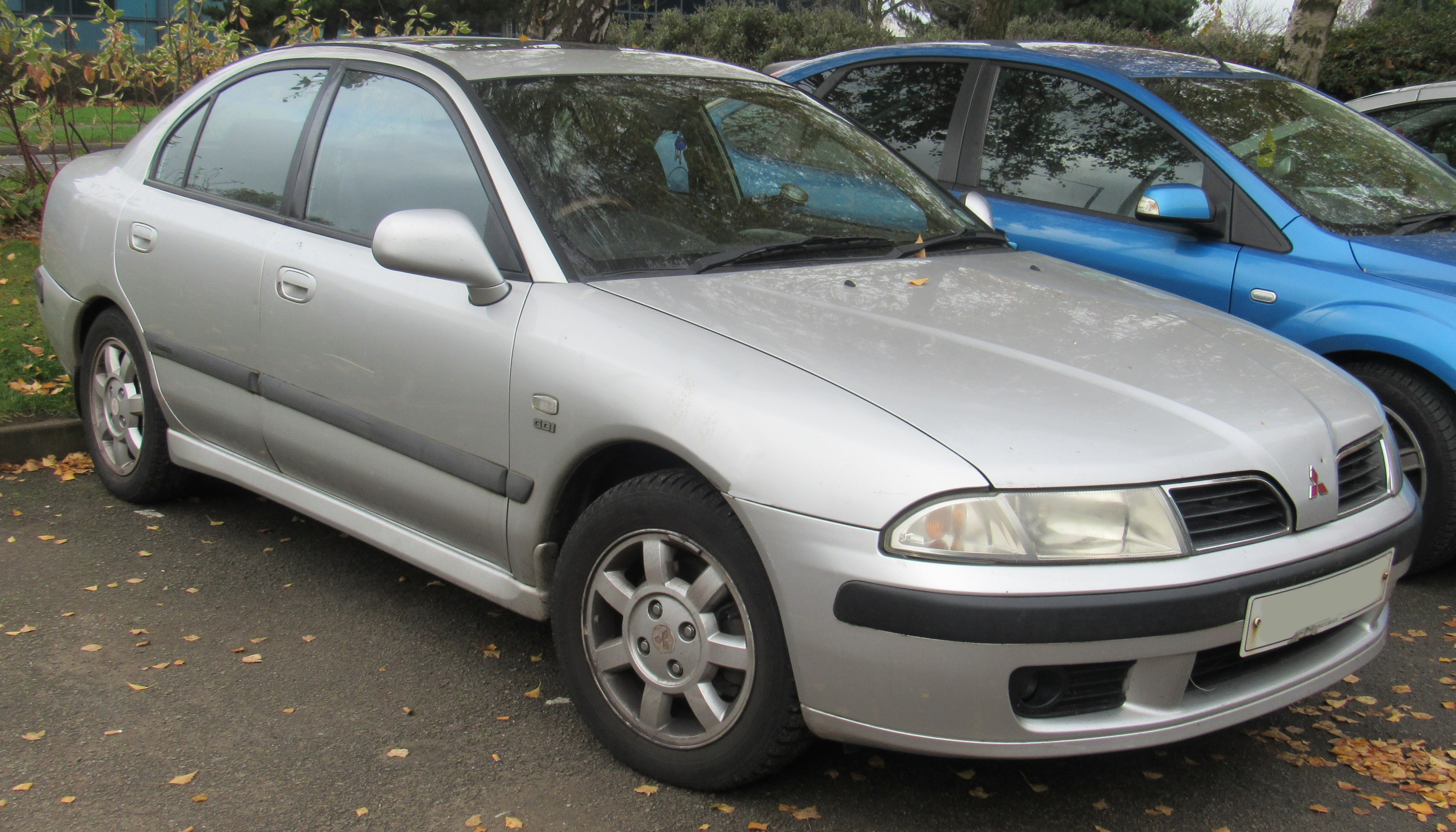
Carisma (1999–2002)
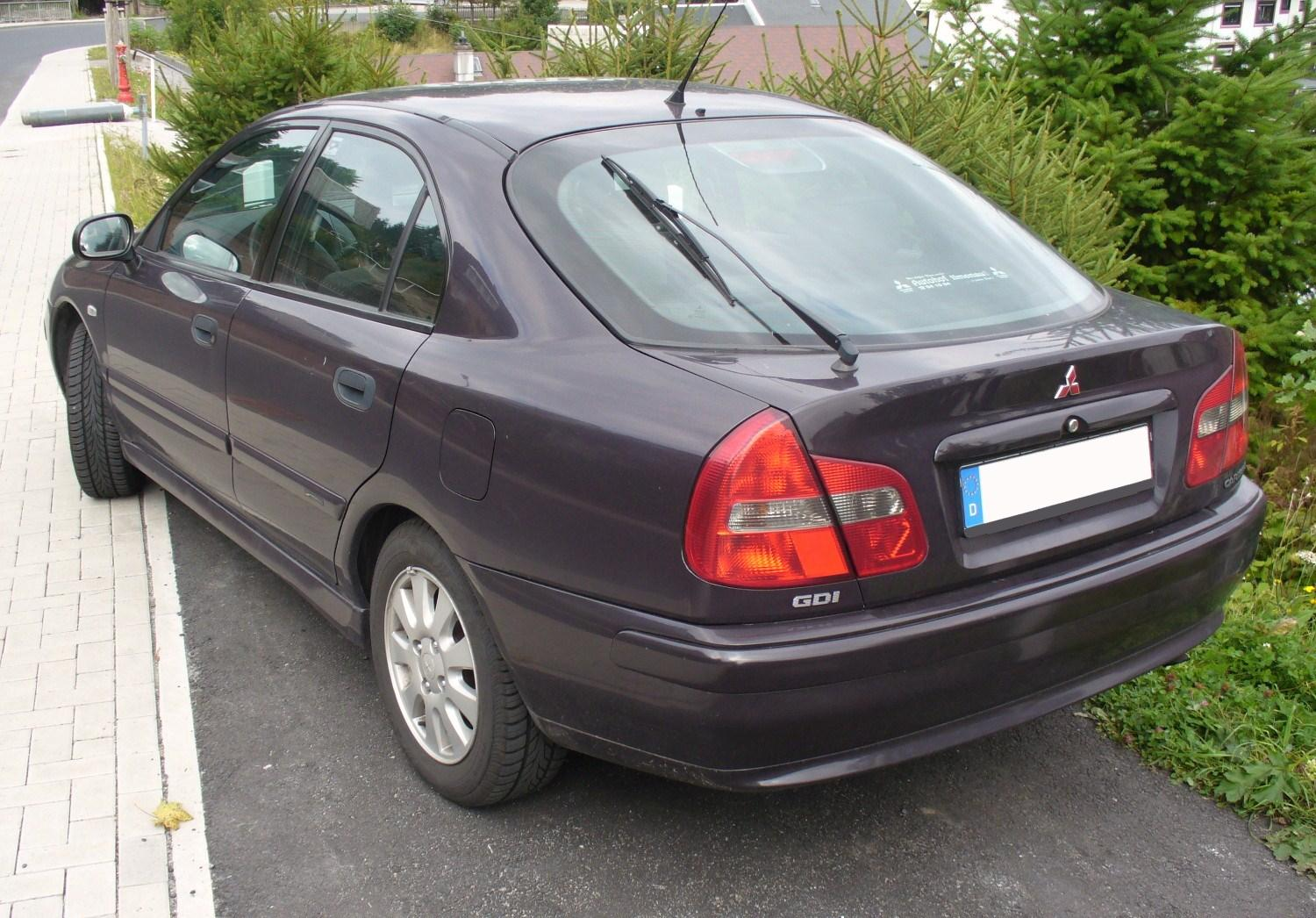
Carisma (1999–2002)
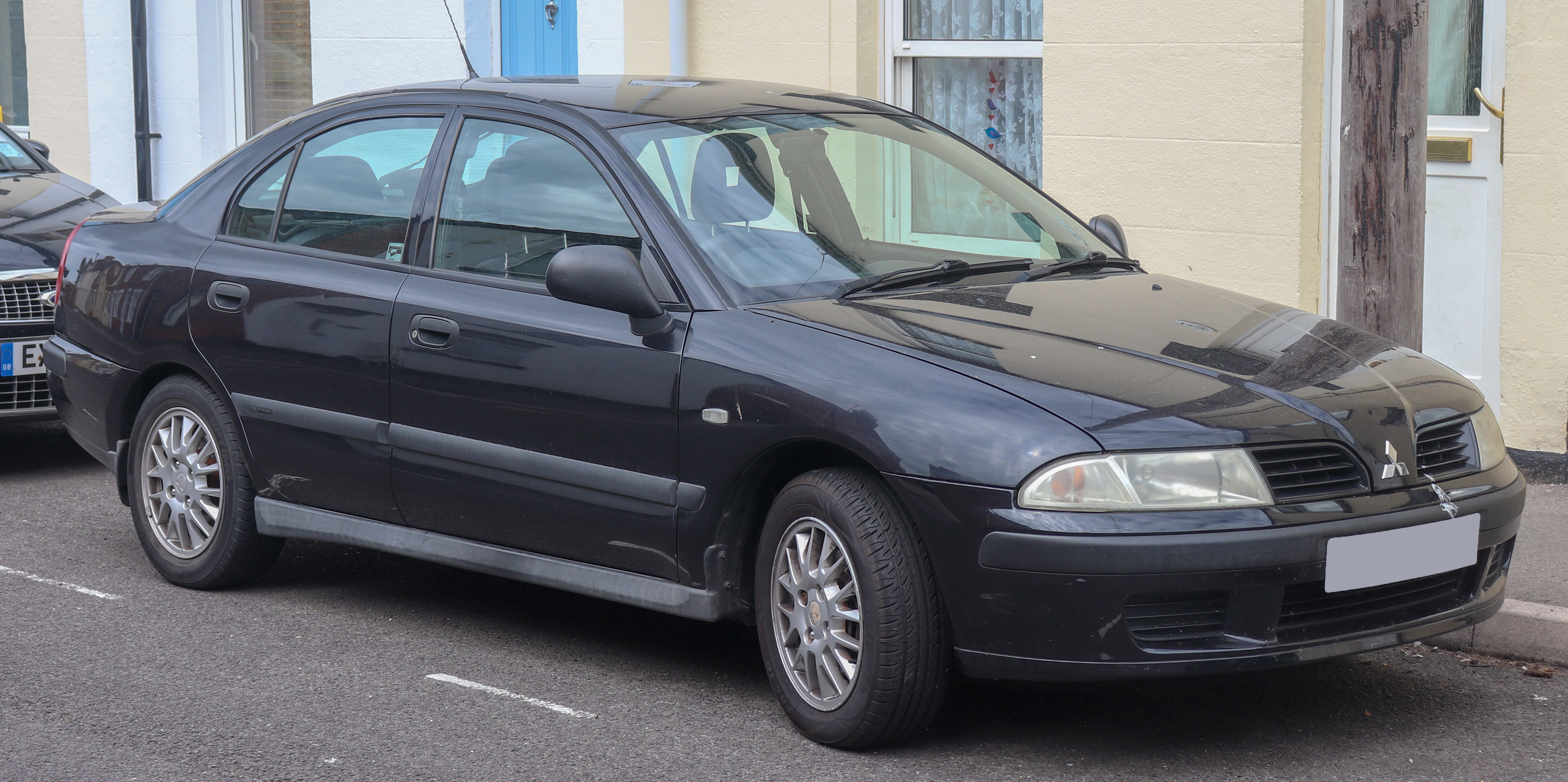
Carisma (2002–2004)
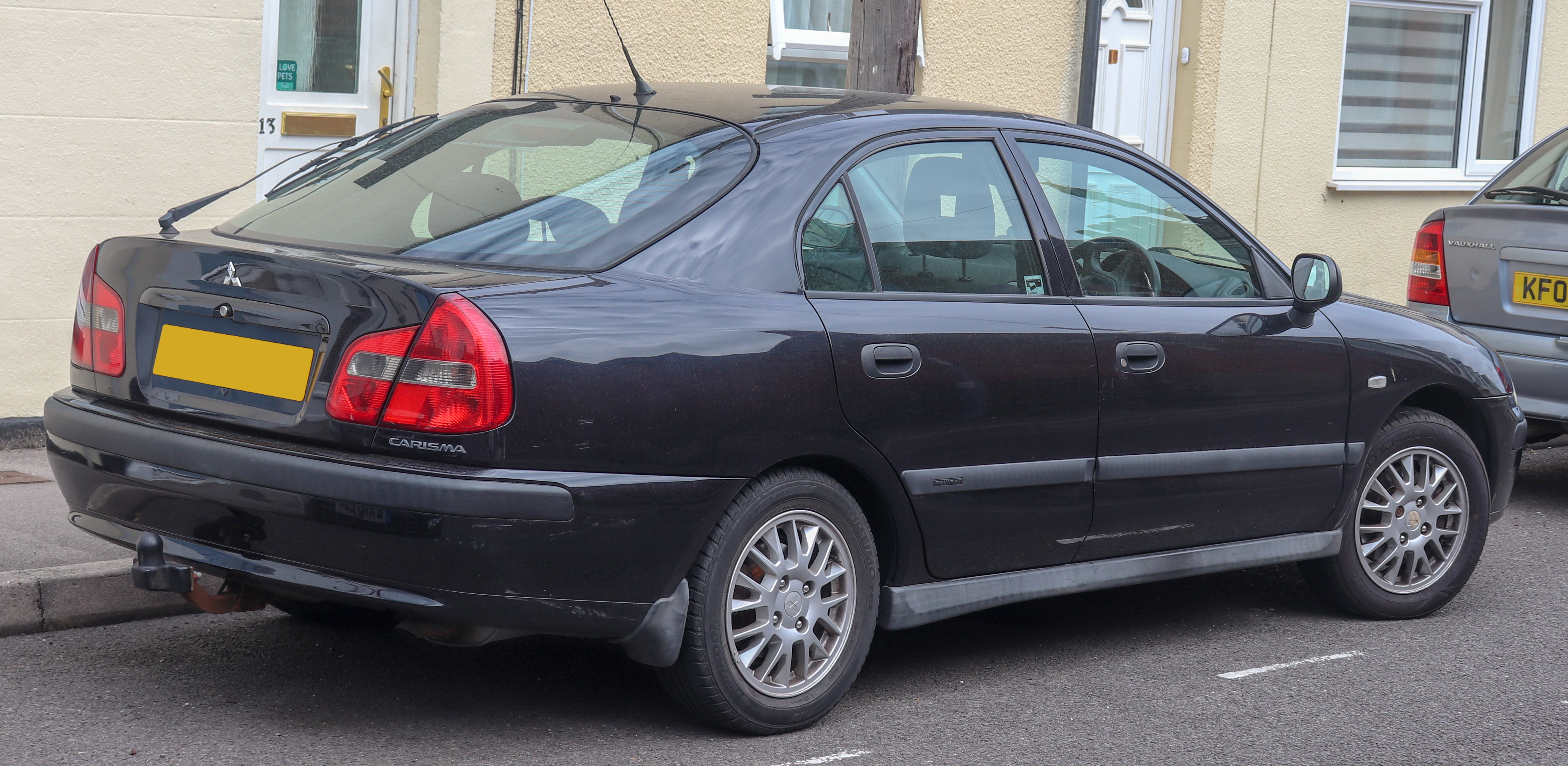
Carisma (2002–2004)
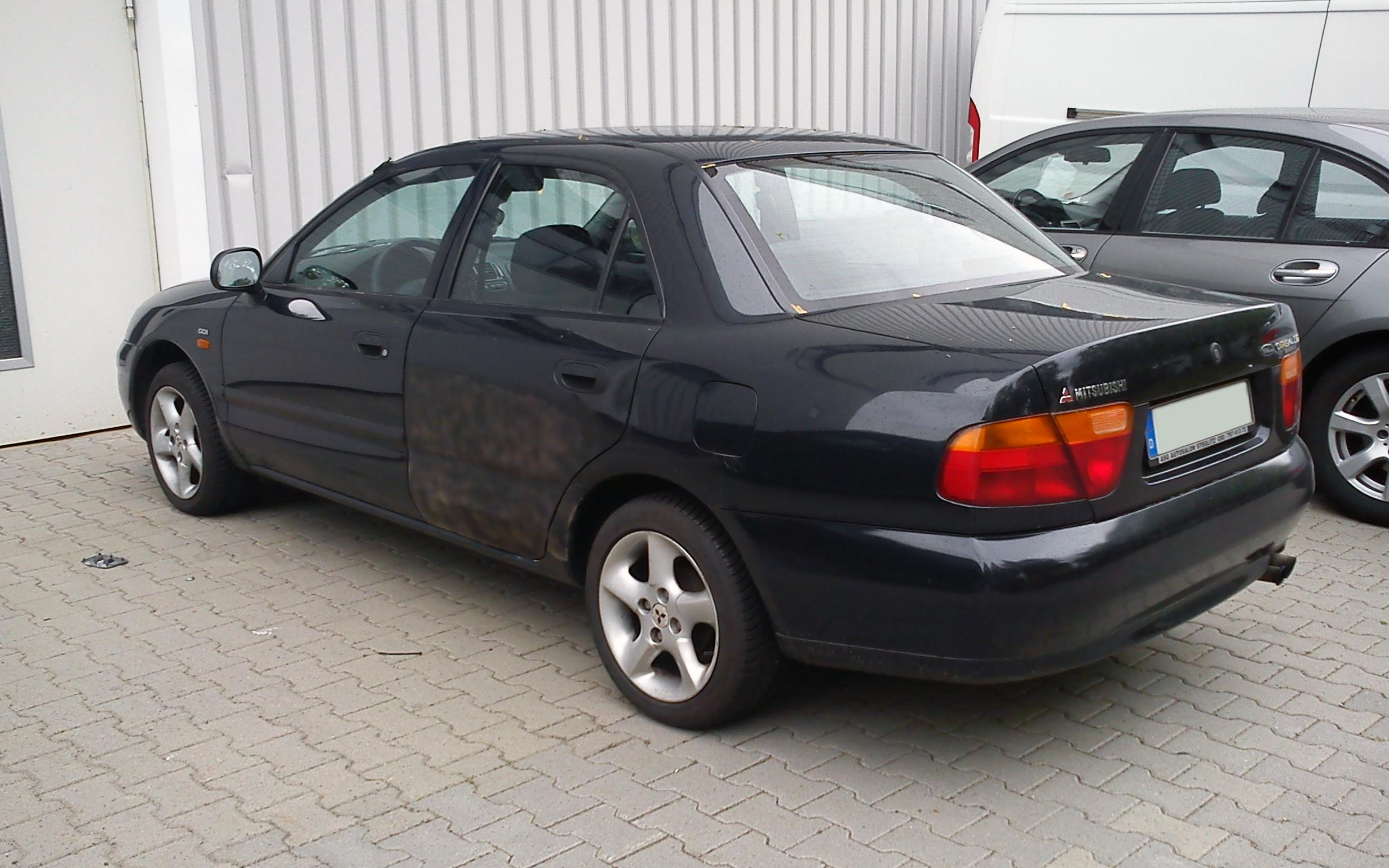
Mitsubishi Carisma 1997 (Berlină)

## Motorizări
| Model              | Motor           | Capacitlae | Supapă   | Sistem de alimentare                        | Max. putere la rpm                   | Max. cuplu la rpm                | Ani       |
| ------------------ | --------------- | ---------- | -------- | ------------------------------------------- | ------------------------------------ | -------------------------------- | --------- |
| Motoare pe benzină |                 |            |          |                                             |                                      |                                  |           |
| 1.3                | Mitsubishi 4G13 | 1299 cc    | SOHC 16v | Injecție de combustibil în mai multe puncte | 60 kW (80 CP; 80 bhp) la 5000 rpm    | 120 N·m (89 ft·lbf) la 4000 rpm  | 2001–2004 |
| 1.6                | Mitsubishi 4G92 | 1597 cc    | SOHC 16v | Injecție de combustibil în mai multe puncte | 66 kW (89 CP; 89 bhp) la 5500 rpm    | 137 N·m (101 ft·lbf) la 4000 rpm | 1995–1997 |
| 1.6                | Mitsubishi 4G92 | 1597 cc    | SOHC 16v | Injecție de combustibil în mai multe puncte | 73 kW (98 CP; 98 bhp) la 5750 rpm    | 137 N·m (101 ft·lbf) la 4000 rpm | 1997–2000 |
| 1.6                | Mitsubishi 4G92 | 1597 cc    | SOHC 16v | Injecție de combustibil în mai multe puncte | 76 kW (102 CP; 102 bhp) la 6000 rpm  | 141 N·m (104 ft·lbf) la 4500 rpm | 2000–2004 |
| 1.8                | Mitsubishi 4G93 | 1834 cc    | SOHC 16v | Injecție de combustibil în mai multe puncte | 85 kW (114 CP; 114 bhp) la 5500 rpm  | 162 N·m (119 ft·lbf) la 4500 rpm | 1995–1997 |
| 1.8 MSX            | Mitsubishi 4G93 | 1834 cc    | DOHC 16v | Injecție de combustibil în mai multe puncte | 103 kW (138 CP; 138 bhp) la 6500 rpm | 167 N·m (123 ft·lbf) la 5000 rpm | 1995–1997 |
| 1.8 GDI            | Mitsubishi 4G93 | 1834 cc    | DOHC 16v | Injecție directă pe benzină                 | 92 kW (123 CP; 123 bhp) la 5500 rpm  | 174 N·m (128 ft·lbf) la 3750 rpm | 1997–2000 |
| 1.8 GDI            | Mitsubishi 4G93 | 1834 cc    | DOHC 16v | Injecție directă pe benzină                 | 90 kW (121 CP; 121 bhp) la 5500 rpm  | 174 N·m (128 ft·lbf) la 3750 rpm | 2000–2003 |
| Motor diesel       |                 |            |          |                                             |                                      |                                  |           |
| 1.9 TD             | Renault F8QT    | 1870 cc    | SOHC 8v  | Injecție indirectă                          | 90 CP (67 kW; 90 bhp) la 4250 rpm    | 176 N·m (130 ft·lbf) la 2250 rpm | 1997–2000 |
| 1.9 DI-D           | Renault F9Q1    | 1870 cc    | SOHC 8v  | Common rail direct injection                | 102 CP (76 kW; 102 bhp) la 4000 rpm  | 265 N·m (195 ft·lbf) la 1800 rpm | 2000–2004 |